# Saint-Barthélemy-d'Agenais
Saint-Barthélemy-d'Agenais è un comune francese di 523 abitanti situato nel dipartimento del Lot e Garonna nella regione della Nuova Aquitania.

## Società

### Evoluzione demografica
Abitanti censiti